# Guy de Maupassant

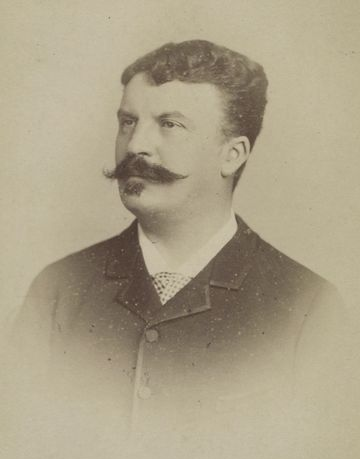
Guy de Maupassant

Guy de Maupassant [gí d mópasán] (5. srpna 1850, Tourville-sur-Arques – 6. července 1893, Paříž) byl francouzský spisovatel 2. poloviny 19. století, spolu s Émilem Zolou a Gustavem Flaubertem představitel literárního realismu a naturalismu. Jeho šest románů a několik povídkových sbírek si zaslouží pozornost díky síle realismu, fantaskním prvkům a pesimismu, ale také díky stylistickému umění. Skutečná literární dráha Maupassanta je přitom vymezena pouhým desetiletím – tvořil mezi lety 1880 a 1890. Uznání se dočkal již za svého života a i dnes je vnímán jako velikán francouzské literatury, jehož dílo se stále interpretuje a adaptuje.

## Život

### Dětství a dospívání
Narodil se roku 1850 na zámku Miromesnil v Seine-Inférieure do rodu de Maupassant, přičemž partikule „de“ byla rodu přiřknuta rozhodnutím z 9. července 1846. Gustave de Maupassant se ještě téhož roku oženil s Laure le Poittevin, která pocházela z dobře situované rodiny. Spolu se svým bratrem Alfrédem se přátelila s Gustavem Flaubertem, který měl později vliv na život a literární dráhu jejího syna. V roce 1856 se manželům narodil ještě druhý syn Hervé. Oba rodiče pak přežili své děti.
V roce 1859 byl Gustave zaměstnán v bance Stolz v Paříži a Guy tak navštěvoval císařské gymnázium (Lycée Henri-IV). Svobodomyslnost jeho matky a přelétavost otce vedla v jeho jedenácti letech k rozvodu rodičů. Laure si oba své syny ponechala a odcestovala s nimi do Normandie do městečka Étretat, jejíž atmosféru si Guy zamiloval. Vyrůstal v lásce k okolní krajině a sportu, ovládal také místní dialekt. Byl velice fixován na svou matku.
Ve věku třinácti let byl na přání matky poslán na seminář do Yvetotu. Právě tady začal s prvními verši. Ze svého raného studia si s sebou odnesl pouze nenávist k náboženství; proto se následně nechal ze školy vyhodit a nastoupil na lyceum v Rouen, kde se ukázal jako výborný student věnující se poezii a divadlu. V té době navštěvoval pravidelně Louise Bouilheta a hlavně Gustava Flauberta, od kterého se mnohému naučil. V říjnu roku 1868, kdy bylo Maupassantovi osmnáct let, se mu podařilo zachránit tonoucího Algernona Charlese Swinburne, proslulého anglického básníka. Ten ho za jeho kuráž pozval na večeři. V roce 1869 Maupassant dokončil studia na lyceu a odchází na radu matky a Flauberta studovat na práva do Paříže.

### Odchod do Paříže a raná tvorba
Vše nicméně přerušila prusko-francouzská válka, jíž se dobrovolně účastnil. O několik let později, roku 1871, opustil Normandii a přestěhoval se natrvalo do Paříže, kde byl zaměstnán jako úředník na ministerstvu námořnictví a poté na ministerstvu veřejného vzdělání (od 1878 do 1882). Svou první povídku publikoval v L'Almanach lorrain v únoru 1875 pod pseudonymem Joseph Prunier. Následuje povídka En canot v březnu 1876; tentokrát se pod ni podepsal jako Guy de Valmont.
V říjnu 1876 Maupassantovi přišla pozvánka stát se svobodným zednářem a on na ni reaguje takto: „Nechci být nikdy napojen na žádnou politickou stranu, ať je jakákoli, žádné náboženství, žádnou sektu, žádnou školu; nikdy nevstoupit do asociace, která se řídí doktrínami, nesklonit se před žádným dogmatem, (...) a to jen proto, abych si zachoval právo říct o nich něco špatného.“

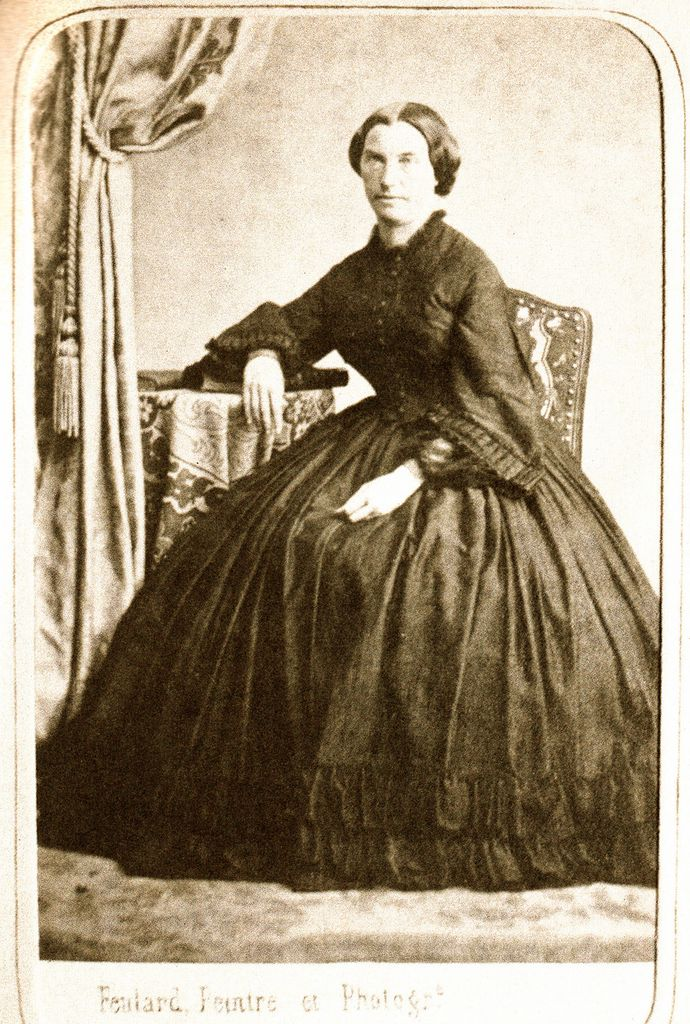
Laure Le Poittevin

Koncem ledna 1877 se Maupassant setkal s ruským spisovatelem Turgeněvem, který jej shledal velmi sešlým. Diagnóza byla jasná – syfilis. Tato nemoc Maupassanta pomalu zabíjela. Jeho jedinou potěchou během následujících let byla kanoistika, kterou provozoval na Seině, vždy v dobré společnosti každou neděli a o prázdninách. Brával na vyjížďky na loďce Feuille de rose mladé slečny. Další jeho kratochvílí byl lov, což se promítlo i do obsahu některých jeho povídek.

### Vrcholná léta tvorby
Gustave Flaubert jej vzal pod svá ochranná křídla a vedl jej v počátcích jeho literární kariéry. Nabádal ho, aby zanechal hloupostí, lehkých žen i kanoistiky a plně se věnoval veršům, pro které se narodil. U Flauberta se setkával s vrcholnými představiteli literárního života té doby: Turgeněvem, Zolou a dalšími představiteli naturalismu a realismu. Začal přispívat do několika novin, např. Le Figaro, Gil Blas, Le Gaulois nebo l'Echo de Paris. Stále podporován Flaubertem vydal roku 1879 svou první knihu o stu stránkách Histoire du vieux temps. V roce 1880 se spolu se Zolou podílel na kolektivní sbírce naturalistů Les Soirées de Médan, kam přispěl svou povídkou Kulička (Boule de suif), která zaznamenala velký úspěch u publika i kritiků. Ve stejném roce se nicméně dozvěděl o náhlé smrti Flauberta, což ho velmi zasáhlo.
Období vymezené lety 1880 a 1890 jsou jeho nejplodnějším obdobím. Vydal šest románů, více než tři sta povídek a několik cestopisů. Pracoval metodicky, ročně vydává dva až čtyři svazky. Cit pro dobrý obchod mu přinášel bohatství.
V květnu 1881 publikoval svou první sbírku povídek pod názvem La Maison Tellier, která se během dvou let dočkala šesti vydání. 6. července 1881 opustil Paříž a vydal se na cestu do severní Afriky jako redaktor časopisu Le Gaulois. Své milence napsal: „Odjel jsem na Saharu!!! (...) Nemějte mi za zlé, drahá přítelkyně, že jsem učinil tak rychlé rozhodnutí. Víte, že jsem tulák a nemám řád. Řekněte mi, kam mám adresovat své dopisy a ty své posílejte do Alžíru poste restante. Líbám Vás všude...“. Do Paříže se vrátil v polovině září po krátkém pobytu na Korsice.
Roku 1883 dokončil svůj první román, který začal psát již o šest let dříve: Příběh jednoho života (Une vie). Za necelý rok bylo rozprodáno 25 tisíc výtisků knihy, byť bylo dílo na začátku zakázáno cenzurou. Román ocenil i Lev Nikolajevič Tolstoj: „Je to největší počin francouzské literatury hned po Bídnících.“

Poté, co mu první publikace vynesly nějaké příjmy, postavil si Maupassant v Étretat dům „La Guillette“ nebo „Guyův dům“, který každé léto obýval ve společnosti přátel. 27. února 1883 mu modistka Joséphine Litzelmann porodila první dítě – Luciena. O rok později přišla na svět dcera a třetí dítě roku 1887. Roku 1884 navázal Maupassant milostný vztah s kněžnou Emmanuelou Potockou, krásnou a spirituální bohatou ženou s italsko-polskými kořeny. Ve stejném roce dokončil psaní Miláčka. 

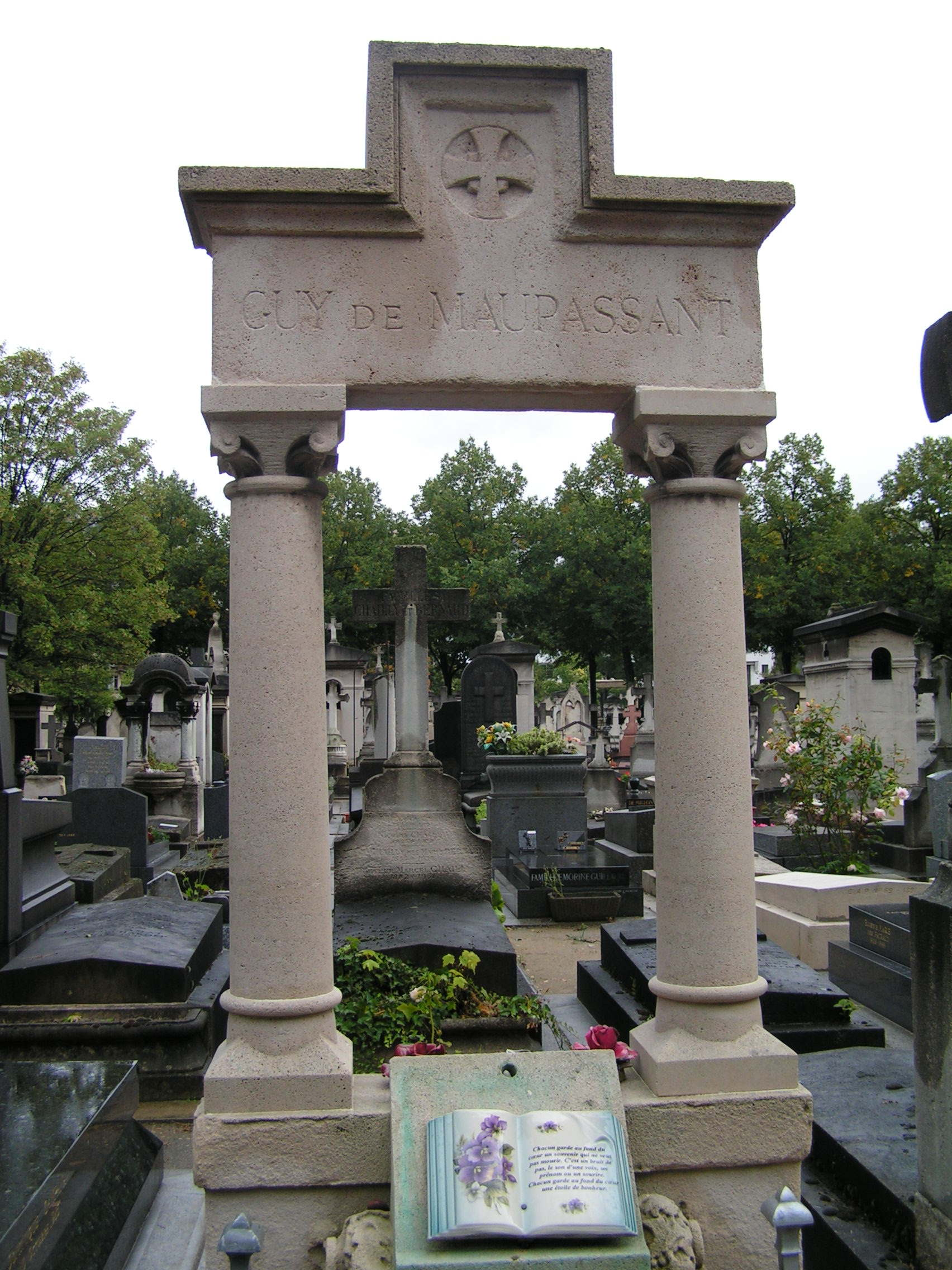
Guy de Maupassant (Paris, Cimetière de Montparnasse)

Ve svých románech Guy de Maupassant koncentroval všechna témata, která jsou rozeseta v povídkách. Miláček, který vyšel roku 1885, musel být už během prvních čtyř měsíců několikrát dotiskován. Maupassant se smíchem řekl: „Miláček, to jsem já!“. Poté, co vyřešil věci kolem publikace Miláčka na pokračování v časopise, odjel do Itálie, opět v doprovodu přátel.

### Poslední roky života a smrt
Maupassantova od přírody daná averze vůči společnosti – stejně jako podlomené zdraví – ho dovedla do předčasného důchodu, k samotě a meditaci. Odjel na dlouhou cestu do Alžírska, Itálie, Anglie, navštívil Bretaň, Sicílii, Auvergne a další. Každá cesta byla pro něj synonymem pro nové reportáže pro tisk a cestovní deníky. Na své jachtě pojmenované „Bel-Ami“ – Miláček podnikl okružní jízdu Středomořím. Nicméně ani jeho láska k prostoru, cestám a samotě mu nezabraňovala navazovat nová přátelství, např. s Alexandrem Dumasem ml. nebo historikem a filozofem Hippolytem Tainem.
Roku 1887 spatřil světlo světa román Mont-Oriol z lékařského prostředí, ve kterém se Maupassant věnoval novému vědnímu odvětví – psychologii. Dotýkal se rovněž otázky antisemitismu v salonech, a to prostřednictvím postavy Williama Andermatta. Ve stejném roce podepsal petici proti vztyčení Eiffelovy věže v Paříži.
Rozvoj syfilidy v její neuroluetickou formu vedl koncem 80. let k Maupassantovým četným migrenózním bolestem hlavy a přechodným poruchám zraku. Jeho přátelé si povšimli jeho neobvyklého chování, rovněž nápadné posedlosti sebezáchovou, samotou a šílenstvím. Ve svých dopisech zmiňoval své deprese, bolesti i strach ze smrti. Sužovaly jej halucinace a také přesvědčení, že jeho mozek požírají mouchy nebo že je soustavně pronásledován neznámým zlem.
Dne 2. ledna 1892 se Maupassant pokusil o sebevraždu, ve které mu zabránil jeho sluha. Posléze byl převezen do ústavu pro choromyslné Dr. Esprita Blanche v Passy v Paříži, kde 6. července 1893 zemřel. Je pochován na pařížském hřbitově Montparnasse.

## Analýza díla

### Estetické principy
Maupassant definoval své koncepce popisu a vyprávění v Předmluvě k románu Petr a Jan z let 1887–8. Dle něj je romanopisec ten, kdo dokáže všechno převést v dílo tak, aby reflektoval city prosté reality, aby ukázal současného člověka takového, jaký skutečně je. Odmítal romantický román se svou deformovanou, nadlidskou a poetickou vizí, stejně jako román symbolistický s přemírou psychologismů a uměleckého psaní. Chtěl najít román pravdivý, realistický, objektivní, ale byl si vědom jistých limitů takových požadavků. Podle něj je realismus "osobní pohled na svět, kterou (spisovatel) hledá a chce nám ji zprostředkovat tak, že ji předělá v knihu". Vždy záleží na osobnosti autora a jeho výběru z reality. Odmítá tak rovněž naturalismus, kvůli jeho těžké dokumentárnosti a demonstrativní ambici dosáhnout totálního realismu, jak tomu bylo u Zoly. Říká, že psychologie musí být skrytá v knize stejně, jako je skrytá v reálném světě pod nánosem existence.

### Témata
Témata jsou spojena s každodenním životem jeho doby a se zkušenostmi, které sám zažil.
- Normandie – rodný kraj Maupassanta, který hraje velmi důležitou úlohu v jeho díle, ať už jde o krajinu, města nebo jeho obyvatele.
- Válka 1870 a německá okupace
- Žena jako oběť, někdy prostitutka; někdy s přesahem do tématu rodiny a dětí, potažmo otcovství
- Pesimismus
- Šílenství, deprese a paranoia; smrt jako destrukce

Realismus je přítomen ve výběru detailů a popisu každodenního života, v chování postav a v odrazu pitoreskního jazyka. Kromě toho lze v Maupassantově díle však najít i prvky fantaskní, a to zejména v některých dílech, kde jde ruku v ruce s šílenstvím a jeho projevy (Horla, Hrobka). Dramatičnost s sebou pak přináší přítomnost hrozby (úzkost před smrtí v Miláčkovi, šílenství v Hole) nebo zmizení či dokonce smrt. Tento pesimistický pohled na lidi a život, stejně jako často černě viděné sociální a osobní vztahy, dovolují v některých případech mluvit o tragickém registru.
Nicméně, komično zde také nechybí, ať už v podobě slov, gest, karikatuře charakterů... Lze nalézt prvky výsměchu morálce a zkažené společnosti, která například přehlíží nevěru.

### Stylistické a narativní postupy
Maupassantovo dílo obsahuje rovnovážně rozložené mezi vyprávění děje, omezený a funkční popis, a hru mezi přímou řečí, nepřímou řečí a volným vyprávěním. Je také typické užití spíše krátkých vět s expresivní interpunkcí. Odstavce jsou také kratšího rozsahu, někdy až příliš. Jazyk je spisovný ve vyprávění a dynamický v přímé řeči, kde lze nalézt i zkomolený fonetický přepis jazyka venkovanů.

## Dílo
Guy de Maupassant je autorem šesti románů a několika desítek novel a povídek. Zejména povídky přinesly Maupassantovi velký úspěch jak pro své rozmanité náměty z normandského venkova či městského prostředí, tak především pro autorův vypravěčský talent. Pro románovou tvorbu je typické zaměření na měšťanskou a aristokratickou vrstvu. V dílech Silná jako smrt a Naše srdce jsou tentokrát hlavními postavami ženy. Hlavním tématem je milostný vztah mezi umělcem a ženou z vysokých poměrů.
Téměř všechny významné okamžiky autorova života se vtiskují do jeho tvorby. V novele Dědictví vstupujeme do úřednického prostředí samotného ministerstva námořnictva, v Miláčkovi se dokonce stylizoval do hlavní postavy Georgese Duroye a své časté pobyty v lázních mohl uplatnit v románu Mont-Oriol.

### Nejznámější povídky
- Kulička (Boule de suif), 1880 – asi nejpopulárnější Maupassantova povídka z prostředí prusko-francouzské války. Ústřední postavou je prostitutka Elisabeth Rousset, zvaná Kulička, jež zachrání občany městečka tím, že poskytne služby pruskému důstojníkovi. I přes tento „hrdinský čin“ jí ostatní neustále pohrdají. Objevuje se však rozpor, kdo je mravnější a větší vlastenec: prostitutka, která se obětovala, nebo „slušní“ lidé, kteří se snaží vše jen přežít? Dílo dostupné online.
- Slečna Fifi (Mademoiselle Fifi), 1882 – opět z prusko-francouzské války, zobrazuje barbarské chování pruských vojáků.

### Romány
- Příběh jednoho života, 1883
- Miláček (Bel-Ami), 1885 – společensko-kritický román, v němž si mladý novinář za pomoci své přitažlivosti buduje kariéru využíváním žen. Nakonec se cílevědomý mladík dostává až do pařížských šlechtických kruhů.
- Mont-Oriol, 1887 – román z lázeňského prostředí. Christiane Andermattová se přijede léčit do lázeňského města kvůli domnělé neplodnosti. Zamiluje se však do Paula Brétignyho, se kterým bude mít holčičku. Její manžel William, který je ke své ženě poměrně lhostejný, zatím rozehrává spekulace ohledně pozemků a výstavbě dalšího lázeňského objektu a kasina. Bratr Christiane Gontran, stále v dluzích a využívající svého švagra, přistoupí na svatbu s dcerou Oriola, Louisou, i když se nejprve dvořil její sestře Charlotte. Ta ale nebude mít tak výhodné dědictví, které by spadalo do Williamových plánů. Opuštěnou Charlotte si tak vyhlédne Paul a sám se s ní ožení. Román končí v momentě, kdy si Christiane, zotavující se z porodu, nechá zavolat Paula a posílá jej pryč, když se jejich dcera rozpláče. Román je satirou na lázeňské prostředí, finanční spekulace, "zázračné" produkty a reklamu.
- Petr a Jan, 1887 – naturalistický či realisticko-psychologický krátký román, který se proslavil hlavně předmluvou, ve které Maupassant popisuje svou vizi románu a literární kritiky. Román se odehrává v le Havru, kde žije rodina Rolandů, kam se odstěhovala z Paříže. Dva synové – Petr a Jan – studovali v Paříži. Ze staršího Petra je lékař, z mladšího Jana právník. Právě tomu spadne do klína nečekané dědictví po rodinném příteli Léonu Maréchalovi. Tato suma spustí vlnu rivality mezi dvěma bratry, kteří se od sebe liší jako noc a den. U Petra se tak zrodí podezření, proč je dědicem jen Jan, proč jsou tak odlišní... Co když je Jan Léonův syn? Co když byla jejich matka nevěrná? Petr postupně odhaluje celou pravdu a deptá tak svou matku, která Petra téměř nenávidí. Další ránou mu je i nadcházející svatba Jana s vdovou paní Rosémilly. Kupodivu je to právě legitimní syn, který je na konci vyloučen z rodiny a nechá se najmout jako lékař na zaoceánskou loď.
- Silná jako smrt (Fort comme la mort), 1888–9 – "Láska je silná jako smrt a žárlivost tvrdá jako náhrobní kámen." Malíř Olivier Bertin hostí ve svém ateliéru ty nejkrásnější ženy z vysoké společnosti. Jednoho dne se zamiluje do Anne de Guilleroy, sveden její laskavostí a elegancí. Anne je dcerou bohatého obchodníka, provdaná za zbohatlého poslance z nižší šlechty a matka šestileté holčičky. To jí ale nebrání stát se malířovou milenkou. Uplyne dvanáct let, během kterých je malíř vášnivě milován touto vdanou ženou. Obětovala se, aby udržela tuto lásku, aby si zachovala koketérii a šarm a uměla mu lichotit. Bertin ji oplátkou věnuje hluboký cit, svého druhu zamilované přátelství, na které si s časem zvykl. Dcera Anne Annette se objevuje ve věku osmnáct let a malíř srovnává obraz své milenky s tváří dívky. Nachází v Anette obraz své dřívější lásky, což rozboří stávající vztah mezi milenci. Oba dumají nad míjejícími lety a stárnutím. Bertin si uvědomuje svou osamělost a potlačovanou závist vůči manželovi, byť podváděnému. Slepá láska – silná jako smrt – k Anette ho dovedete do stavu vyčerpání. Stane se obětí nehody nebo se pokusí o sebevraždu. Z posledních sil požádá Anne, aby zničila jejich milostnou korespondenci. Román končí smrtí malíře.
- Naše srdce

Maupassantova tvorba je naplněna kritikou všech vrstev společnosti. Zejména té nejvyšší – titulované, proto právem bývá někdy označován za kritika mravů.

### Maupassantovy pseudonymy
- Joseph Prunier
- Guy de Valmont
- Maufrigneuse